# Močická keramika

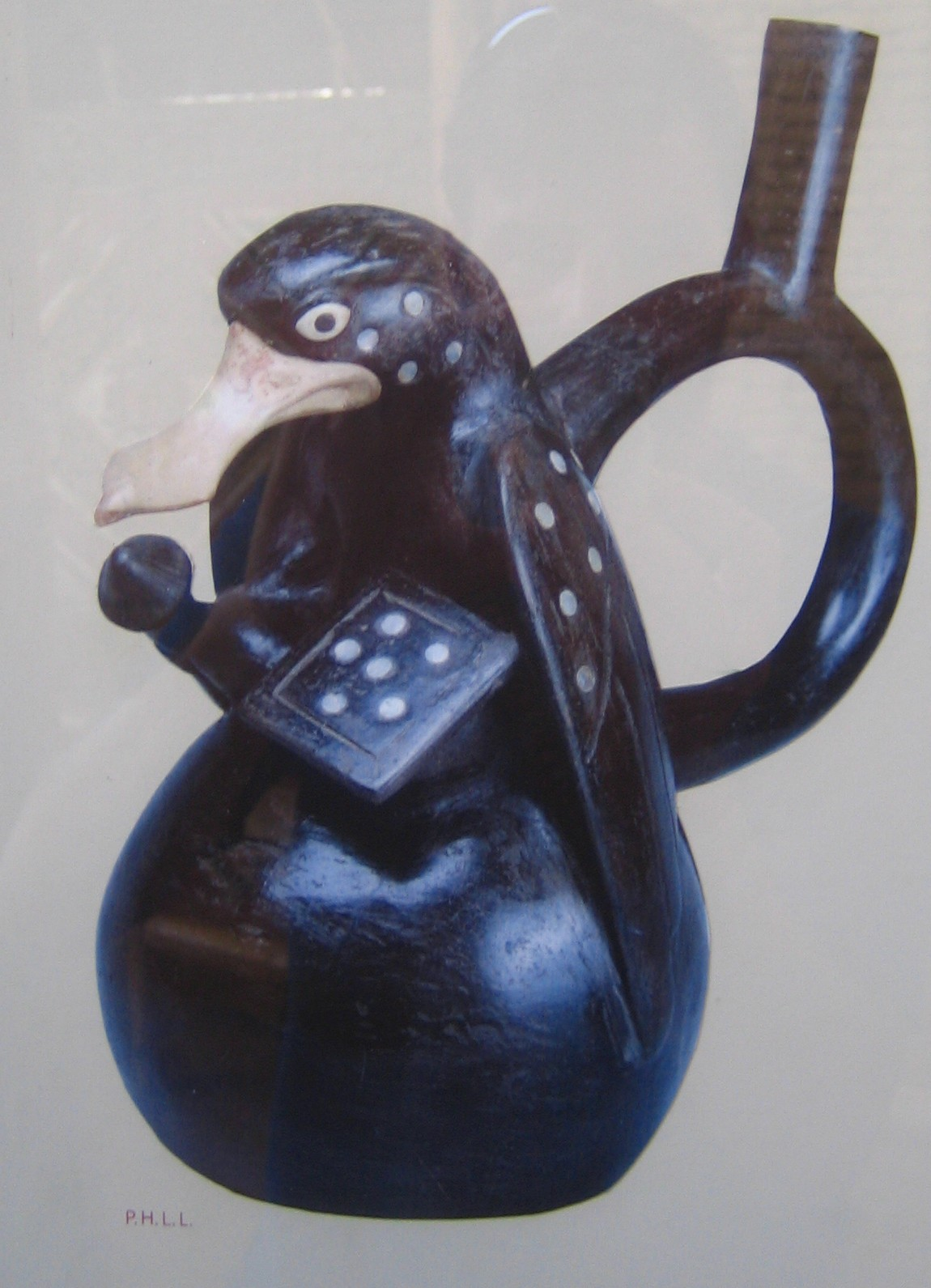
Močická váza

Močická keramika byla tradičním projevem kultury jihoamerických předinckých Močiků, kteří žili na severním pobřeží Peru (50–700 n. l.).
Svojí figurální a malovanou keramikou zachycovali mýty, legendy a také scény z každodenního života. Navázali na tradici předchozích kultur, zejména Chavínu – podle obřadního střediska Chavín de Huántar na náhorní plošině severního Peru. Dnes tuto keramiku nacházíme především v močických hrobech.
Močikové sice neznali hrnčířský kruh, ale používali formy, které jim umožnily vyrábět keramiku sériově.
Jejich nádoby mají typickou krémovou barvu, jsou plasticky zdobené a malované červenou, hnědou nebo černou barvou. Některé močické hrnčířské výrobky byly podobiznami hodnostářů a jejich tváří ve vznešených oděvech a s ozdobnou pokrývkou hlavy. Nevyhýbali se ani vyobrazování sexu, a to i různých poloh při spojení nebo dokonce orálního sexu. Častým námětem byli bojovníci ve zbroji. Z mytologických výjevů byly nejčastější souboje kočkovitého božstva s démony v podobě zvířat (krabů, ptáků). Námětem byly i lidské oběti, lékařské zákroky, lov, řemesla nebo divoká a domácí zvířata (psi, jeleni huemulové, žáby, lamy, morčata). Na některých nádobách jsou vyobrazeni běžci přenášející zprávy a kněží či mudrci, kteří luští značky napsané na fazolích. Je proto pravděpodobné, že Močikové používali fazole s vyrytými nebo namalovanými symboly zvané pallares jako určitou pomůcku k předávání zpráv, odpovídající piktogramům. Nádoby lze rozdělit na modelované do podoby postaviček lidí, zvířat či částí lidského těla, ale existují i tvarově jednodušší nádoby, na nichž jsou výjevy pouze namalovány.